# Emilio Bianchi (astronomo)

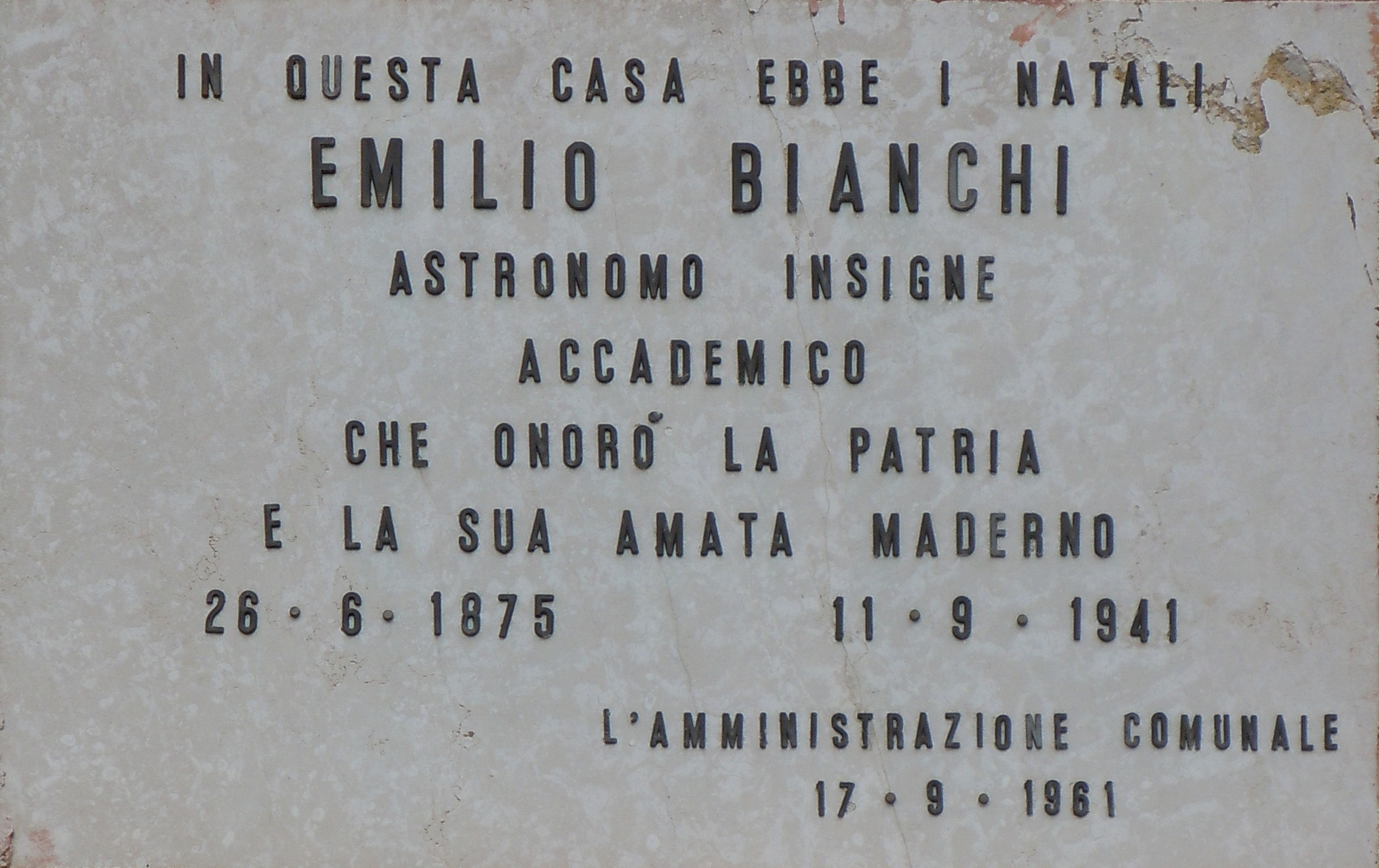
Toscolano Maderno, lapide sulla casa natale

Emilio Bianchi (Maderno sul Garda, 26 giugno 1875 – Merate, 11 settembre 1941) è stato un astronomo italiano.

## Biografia
Nel 1898 si laureò in fisica all'Università di Padova, dopodiché lavorò come assistente volontario nell'osservatorio astronomico di Padova. Stette per quattro anni alla stazione astronomica di Carloforte. Dal 1903 al 1922 lavorò all'osservatorio del Collegio Romano a Roma di cui divenne direttore incaricato nel 1919 a seguito della morte di Elia Millosevich.
Dal 1922 fino alla morte fu direttore dell'Osservatorio Astronomico di Brera a Milano. Nel 1926 sposta la sezione dedicata alle osservazioni nella nuova sede di villa San Rocco a Merate. Fu tra l'altro nominato tra gli Accademici d'Italia oltre che eletto Presidente del Comitato per l'Astronomia e Geodesia del Consiglio Nazionale delle Ricerche, della Società Astronomica Italiana. Nel 1929-1930 contribuì, in veste di responsabile scientifico del progetto, alla realizzazione del Planetario di Milano, donato alla città dall'editore Ulrico Hoepli e progettato dall'architetto Piero Portaluppi.
Da ricordare le sue ricerche in astronomia e geodesia e sulle anomalie di latitudine dovute ad influenze locali.